# Strážci míru
Strážci míru je český název knihy, kterou napsal roku 1988 americký spisovatel Gene DeWeese. Patří do série knih o fiktivním světě Star Trek, navazuje na TV seriál Star Trek: Nová generace, žánrově je tedy literaturou sci-fi. V anglickém originále se kniha jmenuje The Peacekeepers a vydána byla poprvé v USA roku 1988. Není zařazena do kánonu Star Treku.

## Obsah
Místem děje celého TV seriálu i navazujících knih je kosmická loď Enterprise cestující vesmírem v 24. století. Na její palubě žije tisíc lidí. Kapitánem lodi je Jean-Luc Picard, pomáhají mu na velitelském můstku první důstojník William Riker, android Dat, lodní poradkyně Deanna Troi, slepý poručík šéfinženýr Georgi La Forge, šéf bezpečnosti Worf z Klingonu.
Enterprise se při přesunu k nejbližší hvězdné základně v souhvězdí Orionu setká s neznámou kosmickou lodí bez posádky. Její automatické systémy však fungují, spouští destrukční programy. Výsadkový tým vedený Rikerem se musí vrátit, ale když nebezpečí pomine, průzkum neznámé lodě obnoví. Dat a La Forge jsou nechtěně přeneseni z lodi mnoho světelných let na cizí vesmírnou stanici, obíhající Zemi podobnou planetu. Planeta je sice zdánlivě beze zbraní na nízké technické úrovni (oproti Zemi té doby), ovšem vrcholí zde vnitřní konflikt mezi skupinami.
Kdysi zde cizí vyspělá civilizace Stavitelů zanechala technické vynálezy i vesmírnou stanici a pro zfanatizované vládce vedené Šar-Lonem se stali polobohy. Udělali z planety nesvobodné místo bez zbraní, pro jiné vězení bez možnosti pokroku a vybudovali proto organizaci Strážci míru. Proti ní vznikne podzemní hnutí. Po příchodu pozemšťanů se všichni domnívají, že i oni jsou polobohy. Výsadek z Enterprise (která časem své ztracené druhy našla) váhá, na kterou stranu konfliktu se připojit. Nakonec si na boha od Stavitelů zahraje hrozivý Worf a svým výstupem konfliktní situaci hrozící celoplanetární válkou uklidní, znepřátelené skupiny se smíří a Enterprise odlétá zpět.

## České vydání knihy
Do češtiny knihu přeložil Oldřich Vaněček v roce 2000 podle vydání z roku 1991 a vydalo ji nakladatelství Laser-books s.r.o z Plzně téhož roku . Je očíslována č.2, velikost publikace i grafická úprava jsou shodné u celé číslované řady Laseru. Drobná knížka má 212 stran vč.reklam a je opatřena barevnou obálkou s portréty Worfa, Pikarda a Deanny Troi.